# Lac Kuttara
Le lac Kuttara (倶多楽湖, Kuttara-ko) est un lac du Japon situé dans le Sud de l'île d'Hokkaidō, près de la ville de Shiraoi, dans le parc national de Shikotsu-Tōya. De forme quasi circulaire, il occupe le fond d'une caldeira. Ses eaux sont réputées pour être les plus pures du Japon. Sa transparence qui atteint 19 mètres de profondeur le place en seconde position derrière le lac Mashū.
Sa faune est notamment représentée par une salamandre, Hynobius retardatus, et le saumon rouge y est réintroduit en 1909.